# سام گلیگان
سام گلیگان (انگلیسی: Sam Gilligan; ۱۸ ژانویهٔ ۱۸۸۲ – "") بازیکن فوتبال اهل بریتانیا بود.
از باشگاه‌هایی که در آن بازی کرده‌است می‌توان به باشگاه فوتبال بریستول سیتی، باشگاه فوتبال سلتیک، باشگاه فوتبال داندی، باشگاه فوتبال لیورپول، و باشگاه فوتبال گیلینگام اشاره کرد.